# Horst Stephan
Horst Emil Stephan, född den 29 augusti 1873 i Sayda, död den 9 januari 1954 i Leipzig, var en tysk protestantisk teolog och publicist.
Stephan studerade 1894–1898 teologi och filosofi vid universitetet i Leipzig. Han knöt där kontakt med Martin Rade och dennes krets. 1919 blev han ordinarie professor i Marburg.